# Sławomir Kąpiński
Sławomir Kąpiński (ur. 14 kwietnia 1966) – polski lekkoatleta, specjalizujący się w biegach długich, mistrz i reprezentant Polski.

## Kariera sportowa
Był zawodnikiem Gwardii Olsztyn i od 1997 Browaru Schöller Namysłów.
Reprezentował Polskę na mistrzostwach Europy w 1994, gdzie zajął 23. miejsce w biegu na 10 000 m, z czasem 29:59,93, a w biegu na 5000 m odpadł w eliminacjach, z czasem 14:13,90 oraz na zawodach I ligi (drugiej klasy rozgrywek) Pucharu Europy w 1994, gdzie zajął 2. miejsce w biegu na 10 000 m, z rekordem życiowym 28:30,15.
W 2003 triumfował w Maratonie Solidarności, w 2005 zwyciężył w Maratonie Toruńskim.
Na mistrzostwach Polski seniorów zdobył sześć medali, w tym jeden złoty (w biegu na 5000 m w 1994), jeden srebrny (w 1997 w półmaratonie) oraz cztery brązowe (w biegu na 10 000 m w 1993 i 1997, w maratonie w 1998, w biegu przełajowym (12 km) w 1998). W 1988 został brązowym medalistą halowych mistrzostw Polski seniorów w biegu na 3000 m.
Rekordy życiowe:
- 800 m: 1:48,56 (17.08.1986)
- 1000 m: 2:26,44 (18.07.1986)
- 1500 m: 3:43,11 (26.07.1986)
- 3000 m: 7:55,29 (4.06.1994)
- 5000 m: 13:49,27 (5.08.1993)
- 10 000 m: 28:30,15 (11.06.1994)
- półmaraton: 1:04:27,0 (30.08.1997)
- maraton: 2:13:46,0 (20.10.1996)